# Pogrom von Kischinjow

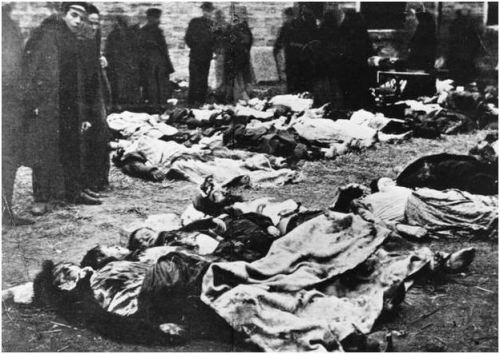
Leichen auf den Straßen

Das Pogrom von Kischinjow war ein antisemitisches Pogrom, das vom 6. Apriljul. / 19. Aprilgreg. bis 8.jul. / 21. April 1903greg. in Kischinjow, der heutigen moldauischen Hauptstadt Chișinău und damaligen Hauptstadt des Gouvernements Bessarabien im Russischen Kaiserreich, stattfand. Während des Pogroms wurden 49 Juden getötet, fast 600 Menschen verletzt, davon 92 schwer, mehrere jüdische Frauen vergewaltigt und 1500 Häuser beschädigt. Der Vorfall lenkte die Aufmerksamkeit der Weltöffentlichkeit auf die Verfolgung der Juden in Russland und veranlasste Theodor Herzl, das Uganda-Programm als vorübergehende Fluchtlösung für die Juden vorzuschlagen. Amerikanische Juden organisierten in großem Umfang finanzielle Hilfe und unterstützten die Auswanderung.
Ein zweites Pogrom in der Stadt fand im Oktober 1905 statt.

## Geschichte
1818 wurde der Ansiedlungsrayon, in dem sich Juden im Russischen Kaiserreich niederlassen durften, auf Bessarabien ausgeweitet. Infolgedessen wuchs der Anteil der Juden an der Gesamtbevölkerung in Kischinjow auf über vierzig Prozent um die Jahrhundertwende an.

### Verlauf
Die meistverbreitete Zeitung in Kischinjow, die russischsprachige antisemitische Zeitung Bessarabier (russisch Бессарабец Bessarabez), die von Pawel Kruschewan herausgegeben wurde, veröffentlichte regelmäßig Artikel mit Schlagzeilen wie „Tod den Juden!“ und „Kreuzzug gegen die verhasste Rasse!“. Als ein ukrainischer Junge, Michail Rybatschenko, in der Stadt Dubăsari, etwa 40 km nördlich von Kischinjow, ermordet aufgefunden wurde und ein Mädchen, das Selbstmord begangen hatte, indem es sich vergiftete, in einem jüdischen Krankenhaus für tot erklärt wurde, unterstellte die Zeitung in der Art einer antisemitischen Ritualmordlegende, beide Kinder seien von der jüdischen Gemeinde ermordet worden, um ihr Blut für die Zubereitung von Matze zum Pessachfest zu verwenden. Eine andere Zeitung (russisch Свет Swet, deutsch ‚Licht‘) machte ähnliche Andeutungen. Diese Anschuldigungen lösten das Pogrom aus.
Das Pogrom begann am Ostersonntag. Nachdem die Kirchengänger aus den Gottesdiensten entlassen worden waren, begannen die Ausschreitungen. In der britischen Tageszeitung The Times war eine gefälschte Depesche des Innenministers Wjatscheslaw von Plehwe an den Gouverneur von Bessarabien erschienen, in der er angeblich den Befehl gab, die Randalierer nicht zu stoppen. Es gibt Belege, dass die Beamten in Kischinjow fahrlässig angesichts des Pogroms reagierten, hingegen die Behörden in Dubăsari versuchten, die Ausschreitungen zu beenden.
Der offenbar erste Zeitungsbericht über antisemitische Ausschreitungen findet sich im Czernowitzer Tagblatt vom 24. April 1903. Dort heißt es:

„Am 19. und am 20. d. M. fanden in Kischinew Arbeiterausschreitungen gegen Juden statt. Fünfundzwanzig Personen wurden getötet, etwa fünfundsiebzig schwer und zirka zweihundert leicht verletzt. Der Minister des Innern erklärte für die Stadt und den Kreis Kischinew den Zustand des verstärkten Schutzes.“

Am 28. April druckte die New York Times einen aus Russland herausgeschmuggelten Bericht der Yiddish Daily News ab:

“The mob was led by priests, and the general cry, ‘Kill the Jews’, was taken-up all over the city. The Jews were taken wholly unaware and were slaughtered like sheep. The dead number 120 and the injured about 500. The scenes of horror attending this massacre are beyond description. Babes were literally torn to pieces by the frenzied and bloodthirsty mob. The local police made no attempt to check the reign of terror. At sunset the streets were piled with corpses and wounded. Those who could make their escape fled in terror, and the city is now practically deserted of Jews.”

„Der Mob wurde von Priestern angeführt, und der allgemeine Ruf ‚Tötet die Juden‘ wurde in der ganzen Stadt vernommen. Die Juden wurden völlig unvorbereitet getroffen und wie Schafe abgeschlachtet. Die Zahl der Toten betrug 120, die der Verletzten etwa 500. Das Grauen, das sich bei diesem Massaker abspielte, ist unbeschreiblich. Säuglinge wurden von dem rasenden und blutrünstigen Mob buchstäblich in Stücke gerissen. Die örtliche Polizei unternahm keinen Versuch, die Schreckensherrschaft einzudämmen. Bei Sonnenuntergang waren die Straßen mit Leichen und Verwundeten übersät. Diejenigen, die entkommen konnten, flohen in Angst und Schrecken, und die Stadt ist jetzt praktisch ohne Juden.“

Am 29. April 1903 druckte das Czernowitzer Tagblatt das Schreiben eines Augenzeugen in vollem Umfang, wobei man vorausschickte, „daß die über die Zahl der Toten und Schwerverwundeten hierin gemachten Angaben beinahe unglaublich klingen“:

„Wer das traurige Schauspiel nicht mit eigenen Augen gesehen hat, kann sich die Größe des angerichteten Unheils gar nicht vorstellen. Auch wer die Verwüstung von Kischinew selbst mitansah, traute seinen Sinnen kaum, daß derartiges im zwanzigsten Jahrhundert möglich sei. Leider war ich durch volle drei Tage Augenzeuge der unbeschreiblichen Szenen in Kischinew, von denen ein richtiges Bild zu geben gar nicht möglich ist, weil die Besorgnis um das eigene Leben mir nicht viel Zeit zum Beobachten ließ. Am Ostersonntag, dem 6. d. M. alten Stils gegen zehn Uhr morgens schon sah man einige hundert Bauern die Stadt nach verschiedenen Richtungen durchziehen. Zuerst eröffneten sie ein Steinbombardement gegen jüdische Häuser und Geschäftslokale. Man hielt die Leute anfänglich jedoch für eine Schaar Betrunkener, welche sich einen kleinen Exstraspaß erlaubten. Mehrere jüdische Einwohner der Stadt begaben sich gleichwohl sofort zum Gouverneur von Bessarabien und baten ihn um Schutz gegen die Ausschreitungen des Pöbels. Der Gouverneur versprach, bald Ordnung zu schaffen, vorläufig jedoch bitte er die Deputation, zu veranlassen, daß sich alle Juden in die Wohnungen zurückziehen und bis auf Weiteres nicht ausgehen. Der Tag verlief auch sonst ruhig und still, bis auf einige zerbrochene Fensterscheiben kam nichts Beunruhigendes vor. Am zweiten Tage entwickelte sich schon in aller Morgenfrüh das Schauspiel, das mittelalterlicher Fanatismus der Welt geben wollte. Etwa sechs- bis achttausend Bauern versammelten sich und drangen gewaltsam in die Häuser ein, mordeten und plünderten, was sie fanden. Was sie nicht mitnehmen konnten, wurde auf die Straßen geschleppt und zerstört. Die Bäume waren weiß von den Federn des zerrissenen Bettzeugs. Juwelen und Goldarbeiten wurden auf der Straße mit Steinen zermalmt, Seiden- und Sammtstoffe wurden zerrissen und verbrannt. Menschen mit herausgerissenen Zungen wurden auf der Straße tot aufgefunden, Kinder entzwei gerissen, anderen wurden die Eingeweide aus dem Bauch gerissen und über die Gasse geschleift. Ein solches Morden, wie es wohl noch nie und nirgends vorgekommen sein mag. Die Metzeleien dauerten bis zum 8. d. M. um 12 Uhr nachts. Die Polizei rührte keine Hand und auch das Militär stand unbeweglich da, es war ohne Kommando und tat nichts, um die Unglücklichen vor der erwachten Bestie in den Menschen zu schützen. Bis jetzt hat man schon etwa dreihundert Tote beerdigt und etwa vier- bis fünfhundert Schwerverwundete füllen die Spitäler.“

Im gleichen Bericht wurde als Auslöser des Pogroms das Hetzblatt Bessarabier sowie die Predigt eines Geistlichen angesehen, der am Ostersonntag den Gläubigen zugerufen haben soll: „Wenn die Juden nicht wären und auch nicht die Juden in Kischinew, so hätte Christus noch heute gelebt!“
Am 30. April brachte das Czernowitzer Tagblatt eine Fortsetzung des Augenzeugenberichtes. Das Blatt ging davon aus, „daß es beinahe gelungen wäre, den wahren Sachverhalt zu vertuschen“ und betrachtete sich als „das erste Blatt in Europa, das über die Greuel von Kischinew Kunde gab und möglichst authentische Nachrichten von Augenzeugen zu veröffentlichen in der Lage war, die jetzt erst von den führenden Wiener und auswärtigen Blättern vollinhaltlich bestätigt werden“.
Das Pogrom von Kischinjow im Jahr 1903 erregte die Aufmerksamkeit der internationalen Öffentlichkeit und wurde in Ergänzung zur Monroe-Doktrin in der Roosevelt-Corollary als Beispiel für die Art von Menschenrechtsverletzungen genannt, die ein Engagement der Vereinigten Staaten in Lateinamerika rechtfertigen würden. Das Buch The Voice of America on Kishinev von 1904 enthält weitere Einzelheiten, ebenso wie das Buch Russia at the Bar of the American People: A Memorial of Kishinef.

### Reaktion des Russischen Kaiserreichs

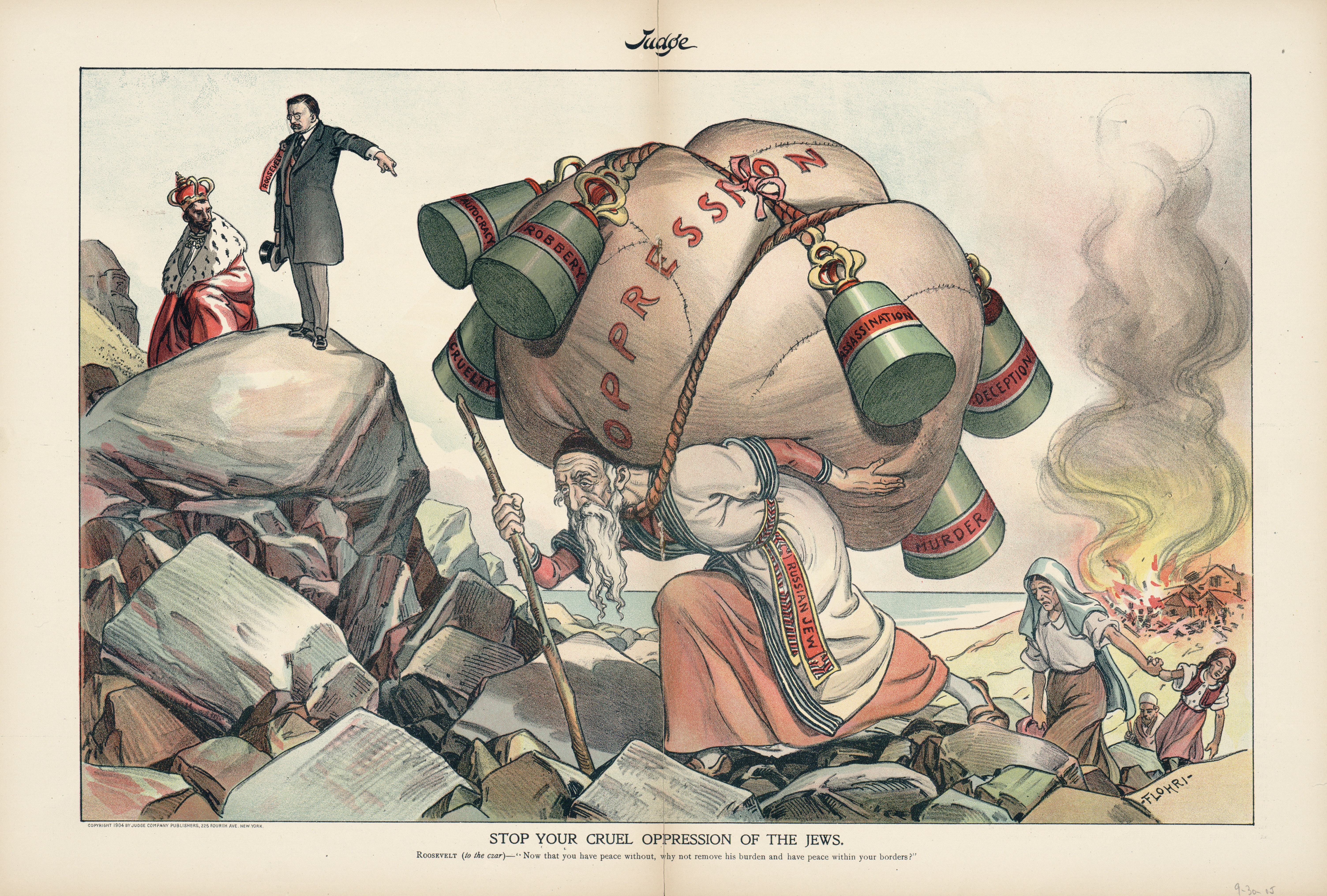
Karikatur von Emil Flohri von Präsident Theodore Roosevelt zu Zar Nikolaus II.: „Beenden Sie Ihre grausame Unterdrückung der Juden“

Der russische Botschafter in den Vereinigten Staaten, Arthur Cassini, charakterisierte das Pogrom von 1903 in einem Interview am 18. Mai als Reaktion finanziell bedrängter Bauern auf jüdische Gläubiger:

“The situation in Russia, so far as the Jews are concerned is just this: It is the peasant against the money lender, and not the Russians against the Jews. There is no feeling against the Jew in Russia because of religion. It is as I have said—the Jew ruins the peasants, with the result that conflicts occur when the latter have lost all their worldly possessions and have nothing to live upon. There are many good Jews in Russia, and they are respected. Jewish genius is appreciated in Russia, and the Jewish artist honoured. Jews also appear in the financial world in Russia. The Russian Government affords the same protection to the Jews that it does to any other of its citizens, and when a riot occurs and Jews are attacked the officials immediately take steps to apprehend those who began the riot, and visit severe punishment upon them.”

„Die Situation in Russland, soweit es die Juden betrifft, ist genau so: Es ist der Bauer gegen den Geldverleiher, und nicht die Russen gegen die Juden. In Russland gibt es keine Gefühle gegen den Juden der Religion wegen. Es ist so, wie ich gesagt habe – der Jude ruiniert die Bauern, so dass es zu Konflikten kommt, wenn letztere ihren ganzen weltlichen Besitz verloren haben und nichts mehr zum Leben haben. Es gibt viele gute Juden in Russland, und sie werden geachtet. Das jüdische Genie wird in Russland geschätzt und der jüdische Künstler geehrt. Auch in der Finanzwelt Russlands sind Juden vertreten. Die russische Regierung gewährt den Juden den gleichen Schutz wie jedem anderen ihrer Bürger, und wenn es zu einem Aufstand kommt und Juden angegriffen werden, ergreifen die Beamten sofort Maßnahmen, um diejenigen zu ergreifen, die den Aufstand begonnen haben, und bestrafen sie streng.“

### Folgen
Der amerikanische Medienmogul William Randolph Hearst, so der Historiker Steven Zipperstein, „machte sich Kischinjow zu einem Kreuzzug“ und schickte den irisch-nationalistischen Journalisten Michael Davitt als „Sonderbeauftragten für die Untersuchung der Judenmassaker“ nach Kischinjow, der als einer der ersten ausländischen Journalisten über das Pogrom berichtete.
Wegen ihrer Beteiligung an dem Pogrom wurden zwei Männer zu fünf und sieben Jahren Haft und zweiundzwanzig weitere zu einem oder zwei Jahren verurteilt.
Dieses Pogrom trug maßgeblich dazu bei, Zehntausende russischer Juden davon zu überzeugen, in den Westen oder im Zuge der durch das Pogrom ausgelösten zweiten Alija nach Palästina zu gehen. Als solches wurde es zu einem Sammelpunkt für die frühen Zionisten, insbesondere für den späteren revisionistischen Zionismus, der die ersten Selbstverteidigungsbündnisse unter Führern wie Wladimir Jabotinsky inspirierte.

## Pogrom 1905
Ein zweites Pogrom fand am 6. Oktoberjul. / 19. Oktobergreg. und 7.jul. / 20. Oktober 1905greg. in Kischinjow statt. Diesmal begannen die Unruhen als politische Proteste gegen den Zaren, wandelten sich aber zu einem Angriff auf Juden. 19 Juden wurden getötet, weitere 56 verletzt. Jüdische Selbstverteidigungsgruppen, die nach dem ersten Pogrom gegründet worden waren, konnten die Gewalt zwar teilweise eindämmen, waren aber nicht gänzlich erfolgreich.
Berichte über dieses Pogrom waren „infolge Unterbrechung des Telegraphenverkehrs lückenhaft und verspätet“. Ausschreitungen „vorwiegend antisemitischen Charakters“ wurden zeitgleich nicht nur aus Kischinjow, sondern unter anderem auch aus Rostow, Kiew sowie Odessa gemeldet. Typisch in allen Fällen war das „ungenierte Vordringen des Janhagels unter offenkundiger Begünstigung der Behörden, die keine ernsten Maßregeln dagegen ergreifen“.

## Kulturelle Aufarbeitung
Russische Autoren wie Wladimir Korolenko schrieben in Haus 13 über das Pogrom, während Lew Tolstoi und Maxim Gorki Verurteilungen verfassten, in denen sie die russische Regierung beschuldigten – eine Veränderung gegenüber den früheren Pogromen in den 1880ern, als die meisten Mitglieder der russischen Intelligenz schwiegen. Tolstoi arbeitete mit Scholem Alejchem zusammen, um eine den Opfern gewidmete Anthologie herauszugeben, wobei alle Einnahmen des Verlags und des Autors in die Hilfsmaßnahmen flossen; daraus wurde das Werk Esarhaddon, König von Assyrien. Alejchem schrieb später den Stoff für den berühmten Roman Tewje, der Milchmann.
Auch auf die jüdische Kunst und Literatur hatte das Pogrom einen großen Einfluss. Nachdem er Überlebende des Pogroms von Kischinjow interviewt hatte, schrieb der hebräische Dichter Chaim Nachman Bialik In der Stadt des Gemetzels über die vermeintliche Passivität der Juden gegenüber dem Mob. In Israel Zangwills Theaterstück Der Schmelztiegel von 1908 wandert der jüdische Held nach dem Pogrom von Kischinjow nach Amerika aus und stellt sich schließlich dem russischen Offizier, der die Aufständischen anführte.
In jüngerer Zeit schildert Joann Sfar in seiner Serie von Graphic Novels mit dem Titel Klezmer das Leben in Odessa zu dieser Zeit; der fünfte Band Kishinev-des-fous betrifft das erste Pogrom. Der Dramatiker Max Sparber hat das Pogrom von Kischinjow 1994 zum Thema eines seiner ersten Theaterstücke gemacht. Der Roman Das Lazarus-Projekt von Aleksandar Hemon beschreibt das Pogrom anschaulich und schildert seine weitreichenden Folgen.
In Brasilien schrieb der jüdische Schriftsteller Moacyr Scliar das belletristische und sozialsatirische Buch O Exército De Um Homem Só über Mayer Guinzburg, einen brasilianischen Juden und kommunistischen Aktivisten, dessen Familie vor dem Pogrom von Kischinjow geflohen ist.

## Denkmal

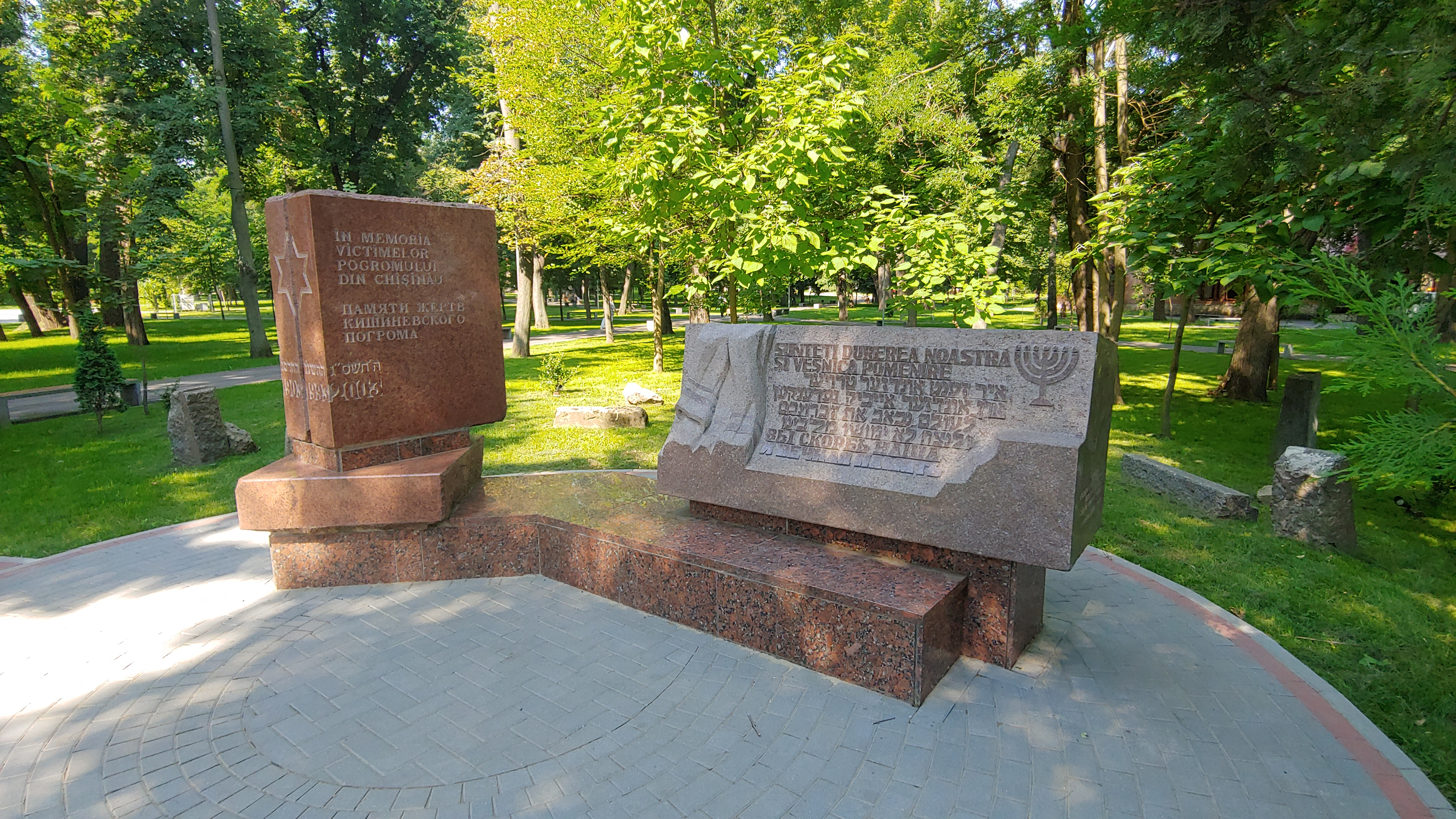
Denkmal für die Opfer des Pogroms

Das Denkmal für die Opfer des Pogroms von Kischinjow (rumänisch Monumentul Victimelor Pogromului de la Chișinău) ist ein Gedenkstein für die Opfer des Pogroms, das 1993 im Alunelul-Park in Chișinău eingeweiht wurde.